# Acer castorrivularis
Acer castorrivularis é uma espécie de árvore do gênero Acer, pertencente à família Aceraceae.